# 24 رمضان
- السبت
- الأحد
- الاثنين
- الثلاثاء
- الأربعاء
- الخميس
- الجمعة

- 11 مارس 2025
- 22 مارس 2025
- 33 مارس 2025
- 44 مارس 2025
- 55 مارس 2025
- 66 مارس 2025
- 77 مارس 2025
- 88 مارس 2025
- 99 مارس 2025
- 1010 مارس 2025
- 1111 مارس 2025
- 1212 مارس 2025
- 1313 مارس 2025
- 1414 مارس 2025
- 1515 مارس 2025
- 1616 مارس 2025
- 1717 مارس 2025
- 1818 مارس 2025
- 1919 مارس 2025
- 2020 مارس 2025
- 2121 مارس 2025
- 2222 مارس 2025
- 2323 مارس 2025
- 2424 مارس 2025
- 2525 مارس 2025
- 2626 مارس 2025
- 2727 مارس 2025
- 2828 مارس 2025
- 2929 مارس 2025
- 130 مارس 2025
- 231 مارس 2025
- 31 أبريل 2025
- 42 أبريل 2025
- 53 أبريل 2025
- 64 أبريل 2025

24 رمضان أو 24 رمضان المُبارك أو يوم 24 \ 9 (اليوم الرابع والعُشرون من الشهر التاسع) هو اليوم الستون بعد المائتين (260) من أيَّام السنة (أو الحادي والستون بعد المائتين لو كان شهر شعبان مُتممًا لليوم الثلاثين أو الثاني والستون بعد المائتين لو أتم كلاً من صفر وربيع الآخر وجمادى الآخرة وشعبان ثلاثين يوماً) وفق التقويم الهجري القمري (العربي). يبقى بعده 94 أو 95 يومًا لانتهاء السنة.

## أحداث
- 20 هـ - الشروع في بناء مسجد عمرو بن العاص بالفسطاط ليكون بذلك أول مسجد يبنى في الديار المصرية وفي كامل القارة الأفريقية.
- 354 هـ - مقتل الشاعر أبو الطيب المتنبي أثناء عودته إلى الكوفة، بالنعمانية على يد فاتك بن أبي جهل الأسدي، وكان المتنبي قد نظم قصيدةً هجا فيها ابن شقيقة الأخير ضبة بن يزيد الأسدي العيني.
- 743 هـ - في سلطنة المنصور محمد بن قلاوون انفصل قضاء حمص عن التبعية لقضاء دمشق بمرسوم سلطاني، وتولى قضاء حمص القاضي شهاب الدين البارزي، وفي نفس الوقت تقريبا انفصل قضاء القدس باسم القاضي شمس الدين بن سالم الذي كان يتولى فيها القضاء تابعا ثم أصبح فيها قاضيا للقضاة بعد استقلال القدس عن دمشق.
- 829 هـ - الشريف بركات بن حسن بن عجلان يصل القاهرة آتيًا من مكة، وقد استدعاه السلطان برسباي بعد موت أبيه فولاه إمارة مكة على أن يدفع ما تأخر على أبيه بالإضافة إلى مبلغ عشرة ألف دينار، وألا يتعرض لما يؤخذ بجدة من جمارك على البضائع الواصلة من الهند وغيرها.
- 839 هـ - الأمير اسلماس التركماني يصل القاهرة بعد أن خاصم الأمير جانبك الصوفي الخارج عن السلطان برسباي، فأكرمه السلطان لدى وصوله.
- 875 هـ - المماليك يلقون القبض على جواسيس أرسلهم شاة سوار الثائر على الدولة المملوكية في الشرق، وأمر السلطان قيتباي بنفيهم بعد أن اعترفوا بكل شيء، وبإعداد حملة لتأديب شاه سوار.
- 1354 هـ - الملك فؤاد الأول ملك مصر يصدر أمرًا ملكيًا بإلغاء العمل بدستور 1930 وإعادة العمل بدستور 1923.
- 1373 هـ - كمال الملاخ يكتشف مراكب الشمس بالهرم.
- 1384 هـ - اللغة الهندية تصبح اللغة الرسمية للهند.
- 1385 هـ - انقلاب عسكري في نيجيريا قتل خلاله رئيس الوزراء أبو بكر باليوا، وتنصيب الجنرال جونسون أيرونسي رئيسًا للبلاد.
- 1393 هـ - الكويت وقطر والبحرين ودبي توقف تصدير النفط نهائيًّا إلى الولايات المتحدة الأمريكية وهولندا، وذلك تضامنًا مع مصر وسوريا في معركتهما ضد الإسرائيليين المحتلين والتي حققا فيها النصر لأول مرةٍ في حربِ العاشر من رمضان.
- 1407 هـ - وقوع مذبحة هاشمبورا ضد المسلمين في مدينة ميروت بولاية أتر برديش في الهند.
- 1418 هـ - المحكمة الدستورية التركية تأمر بحل حزب الرفاه الإسلامي ومنع رئيسة نجم الدين أربكان من ممارسة أي نشاط سياسي وذلك بعد الفوز الكبير الذي حققه الحزب في الانتخابات البلدية والنيابية.
- 1428 هـ - إعادة انتخاب برويز مشرف رئيسًا لباكستان من قبل البرلمان الباكستاني، لكن تسلمه المنصب بقي معلقًا بسبب نظر المحكمة العليا في مدى شرعية وشفافية تلك الانتخابات.
- 1440 هـ - برلمان إقليم كردستان العراق ينتخب نيجيرفان بارزاني رئيسًا لِلإقليم المذكور بعد حصوله على 68 صوتًا من أصوات النُوَّاب.

## مواليد
- 1284 هـ - عبد القادر المغربي، عالم مسلم لاذقي.
- 1305 هـ - سرينا إبراهيم، فنانة مصرية.
- 1336 هـ - الشيخ إمام، مطرب وملحن مصري.
- 1337 هـ - راقية إبراهيم، ممثلة من يهود مصر.
- 1342 هـ - حافظ الحكمي، عالم دين سني سعودي.
- 1345 هـ - حسن عبد السلام، مخرج مسرحي مصري.
- 1346 هـ - رفعت جبريل، رئيس المخابرات العامة المصرية.
- 1358 هـ - خالد تاجا، ممثل سوري.
- 1364 هـ - مصطفى بابل، روائي تركي.
- 1378 هـ - بادو الزاكي، حارس مرمى ومدرب كرة قدم مغربي.
- 1380 هـ - محمد بن زايد آل نهيان، ولي عهد إمارة أبو ظبي.
- 1388 هـ - محمد سعد، ممثل مصري.
- 1390 هـ - ياسر المصري، ممثل أردني.
- 1412 هـ - ملاك الصراف، ممثلة كويتية.
- 1415 هـ - معن دراغمة، لاعب كرة قدم فلسطيني.

## وفيات
- 264 هـ - إسماعيل بن يحيى المزني، عالم إمام من أعلام الشافعية.
- 354 هـ - أبو الطيب المتنبي، شاعر من فحول الشعر العربي.
- 684 هـ - حازم بن محمد القرطاجني، شاعر وأديب وناقد مسلم.
- 710 هـ - قطب الدين الشيرازي
- 1087 هـ - فاضل أحمد باشا الكوبريللي، صدر أعظم عثماني.
- 1389 هـ – محمد بن إبراهيم آل الشيخ، أول مفتي للديار السعودية.
- 1422 هـ - محمد عبد العاطي، صائد دبابات في حرب أكتوبر وأحد أشهر صائدي الدبابات في العالم.
- 1436 هـ -
  - سامي العدل، ممثل مصري.
  - عمر الشريف، ممثل مصري.

## وصلات خارجية
- موقع قصة الإسلام: حدث في شهر رمضان.